# Globos de Ouro de 2014
A 19.ª edição dos Globos de Ouro ocorreu a 18 de maio de 2014, no Coliseu dos Recreios, em Lisboa. Foi apresentada por Bárbara Guimarães e transmitida na televisão pela SIC, uma das duas organizadoras dos prémios juntamente com a revista Caras.
Esta edição contou com a participação especial da cantora norte-americana Anastacia, que veio a Portugal para atuar em exclusivo na gala, tendo interpretado o seu single então recentemente lançado, "Stupid Little Things". Estiveram também presentes, como convidados especiais, os atores brasileiros Malvino Salvador e Paola Oliveira, que entregaram o Globo de Ouro de "Melhor Ator de Teatro.

## Vencedores e nomeados
NotaOs vencedores estão destacados a negrito.

### Cinema
| Melhor filme | Melhor atriz | Melhor ator |
| --- | --- | --- |
| É o Amor, de João Canijo - Até Amanhã, Camaradas, de Joaquim Leitão - Em Segunda Mão, de Catarina Ruivo - Um Fim do Mundo, de Pedro Pinho | Rita Blanco — A Gaiola Dourada - Maria João Bastos — Bairro - Anabela Moreira — É o Amor - Rita Durão — Em Segunda Mão | Pedro Hestnes — Em Segunda Mão - Joaquim de Almeida — A Gaiola Dourada - Paulo Pires — Quarta Divisão - Gonçalo Waddington — Até Amanhã, Camaradas |

### Desporto
| Melhor desportista feminina                                                                          | Melhor desportista masculino                                                                                          | Melhor treinador                                                                                           |
| --- | --- | --- |
| Sara Moreira (atletismo) - Michelle Brito (ténis) - Telma Monteiro (judo) - Telma Santos (badminton) | Cristiano Ronaldo (futebol) - Emanuel Silva e Fernando Pimenta (canoagem) - João Sousa (ténis) - Rui Costa (ciclismo) | Paulo Bento (futebol) - José Mourinho (futebol) - Luís Sénica (hóquei em patins) - Vítor Pereira (futebol) |

### Moda
| Melhor modelo feminino                                                                                  | Melhor modelo masculino                                                                                        | Melhor estilista                                          |
| --- | --- | --------------------------------------------------------- |
| Sara Sampaio (Central Models) - Ana Sofia (L’Agence) - Milena Cardoso (Elite) - Sharam Diniz (L’Agence) | Fernando Cabral (Karacter) - Armando Cabral (L’Agence) - Gonçalo Teixeira (Central Models) - Ruben Rua (Elite) | Luís Onofre - Katty Xiomara - Luís Buchinho - Pedro Pedro |

### Música
| Melhor intérprete individual | Melhor grupo | Melhor música |
| --- | --- | --- |
| Gisela João, com Gisela João - Camané, com O Melhor de 1995/2013 - Paulo Gonzo, com Duetos e Só Gestos - Pedro Abrunhosa, com Contramão | Deolinda, com Mundo Pequenino - Ala dos Namorados, com Razão de Ser - Os Azeitonas, com AZ - Tara Perdida, com Dono do Mundo | Para os Braços da Minha Mãe, de Pedro Abrunhosa com Camané - Caçador de Sóis, de Ala dos Namorados com os Shout - Ray-Dee-Oh, de Os Azeitonas - Só É Fogo Se Queimar, de Amor Electro |

### Teatro
| Melhor peça ou espetáculo | Melhor atriz | Melhor ator |
| --- | --- | --- |
| O Público, de António Pires - A Jangada de Pedra, de João Brites e Rui Francisco - Grande Revista à Portuguesa, de Filipe La Féria - O Preço, de João Lourenço | Maria José Pascoal, em O Palácio do Fim - Catarina Wallenstein, em A Estalajadeira - Maya Booth, em Ator Imperfeito - Rita Ribeiro, em Gisberta | João Perry, em O Preço - Elmano Sanches, em A Estalajadeira - João Baião, em Grande Revista à Portuguesa - Ricardo Aibéo, em 4 Ad Hoc |

### Revelação do Ano
- Sara Matos (representação)
  - Frederico Morais (surf)
  - Gisela João (música)
  - João Sousa (ténis)

### Prémio Mérito e Excelência
- Xutos & Pontapés[9]

## Audiência
A gala liderou a audiência durante a maior parte do tempo de emissão, ou seja, dos 178 minutos de duração total apenas 20 não foram liderados. Teve 11,0% de rating e 29,2% de share, tendo sido vista em média por 1 063 000 telespectadores.